# Titularbistum Aquae in Mauretania
Aquae in Mauretania (ital.: Acque di Mauritania) ist ein Titularbistum der römisch-katholischen Kirche.
Es geht zurück auf einen untergegangenen Bischofssitz in der gleichnamigen antiken Stadt, die in der römischen Provinz Mauretania Caesariensis (heute nördliches Algerien) lag.
| Titularbischöfe von Aquae in Mauretania |                                 |                                         |                   |                  |
| Nr.                                     | Name                            | Amt                                     | von               | bis              |
| 1                                       | Bruno Maldaner                  | Weihbischof in São Paulo (Brasilien)    | 15. April 1966    | 27. Mai 1971     |
| 2                                       | Jean Orchampt                   | Weihbischof in Montpellier (Frankreich) | 14. Juni 1971     | 5. Juli 1974     |
| 3                                       | Cándido Genaro Rubiolo          | Weihbischof in Córdoba (Argentinien)    | 4. September 1974 | 15. April 1977   |
| 4                                       | Rodolfo Bufano                  | Weihbischof in San Justo (Argentinien)  | 16. Mai 1978      | 27. März 1980    |
| 5                                       | Ferdinand Joseph Fonseca        | Weihbischof in Bombay (Indien)          | 28. März 1980     | 2. Oktober 2015  |
| 6                                       | Pedro Manuel Salamanca Mantilla | Weihbischof in Bogotá (Kolumbien)       | 7. November 2015  | 21. April 2022   |
| 7                                       | Baldassare Reina                | Weihbischof in Rom (Italien)            | 27. Mai 2022      | 7. Dezember 2024 |
| 8                                       | Filippo Ciampanelli             | Kurienbischof                           | 12. Januar 2025   |                  |